# Dáma s kaméliemi (muzikál)
Dáma s kaméliemi je muzikál Michala Pavlíčka volně inspirovaný motivy stejnojmenné divadelní hry francouzského prozaika a dramatika Alexandra Dumase mladšího. Hraje se v pražském Divadle Ta Fantastika, kde měl premiéru 23. listopadu 2007. V hlavní roli vystupovala bez alternace Bára Basiková (původně měla hrát také Lucie Bílá, ta ale svou účast kvůli dalším povinnostem odřekla), od září 2008 do muzikálu nastoupila Iva Marešová, která Báru Basikovou nahradila v době jejího těhotenství. Basiková se pak exkluzivně představila na poslední repríze 27. září 2009.

## Stručný děj
Zpěvačka Markéta usiluje o hlavní roli v Dámě s kaméliemi, proto kontaktuje vlivného Barona, který představení produkuje. Omylem však napíše mladému studentovi práv Adamovi, který se do ní ihned zamiluje. Markéta však začne vztah s Baronem a získá vytouženou hlavní roli. Adam o ní však stále stoji, nosí ji květiny, čeká na ní před jejím bytem. Markéta se s ním blíže seznámí, zamiluje se do něho a společně odjíždějí na venkov. Markéta tak opouští Barona i celé připravované obrovské turné.
V druhé půli sledujeme zamilovaného Adama a Markétu, která se však zdá nemocná. Adam se o ní stará. Markétu navštíví její manažerka a kamarádka Sabina a snaží se jí přesvědčit, aby se vzpamatovala z té šílené lásky a vrátila se do šoubyznysu. Markéta ji však odmítá. Adam odjíždí do města zařídit převod dědictví po matce a Markétu navštíví jeho otec. Přesvědčí jí, že má na Adama špatný vliv, protože nedokončil studia a utratil veškeré své úspory. Markéta Adama opouští, vrací se k Baronovi, spouští své velké turné. Adam je na ni velice rozzloben. Markéta se však velkého comebacku nedočká, neboť umírá. Adam ji těsně před smrtí odpouští.

## Osoby a obsazení
Markéta:
- Iva Marešová
- Bára Basiková

Adam:
- Miloslav König
- Vojtěch Dyk

Baron:
- Kamil Střihavka
- Václav Noid Bárta

Sabina:
- Helena Dytrtová
- Dagmar Součková

Kristýna:
- Eva Kratochvílová
- Anna Bubníková

Otec Adama:
- Jiří Štrébl
- Vladimír Marek

Želva 1:
- Igor Orozovič
- Lukáš Burian

Želva 2:
- Zbyněk Šporc
- Jan Hlavatý

Želva 3:
- David Steigerwald
- Jakub Albrecht

## Nahrávka
Začátkem února 2008 vyšla studiová nahrávka tohoto muzikálu v podobě CD (koupit). CD bylo pokřtěno 31.3.2008 exkluzivním koncertním provedením tohoto muzikálu v Retro Music Hall. Kmotrem alba se stal Daniel Hůlka.
Obsah s odkazy na hudební ukázky:

01. O čem ženy sní[nedostupný zdroj] (Bára Basiková)

02. Jak se točí svět[nedostupný zdroj] (Miloslav König)

03. Líbej mě jako déšť I.[nedostupný zdroj] (Eva Kratochvílová, Vojtěch Dyk)

04. Bledá (Vojtěch Dyk)

05. Kdo umí žít[nedostupný zdroj] (Kamil Střihavka)

06. K lásce já[nedostupný zdroj] (Bára Basiková)

07. Matahari[nedostupný zdroj] (Dagmar Součková)

08. Copak je vám, pane?[nedostupný zdroj] (Bára Basiková, Vojtěch Dyk)

09. Číča[nedostupný zdroj] (Marcus Tran)

10. Líbej mě jako déšť II.[nedostupný zdroj] (Bára Basiková)

11. Jachtou si tě polechtám[nedostupný zdroj] (Václav NOID Bárta)

12. Plavem něžnou tmou[nedostupný zdroj] (Bára Basiková)

13. Letí vteřina[nedostupný zdroj] (Bára Basiková, Miloslav König)

14. Nech se unést[nedostupný zdroj] (Bára Basiková, Miloslav König)

15. Svatební[nedostupný zdroj] (Bára Basiková)

16. Budeš hotová[nedostupný zdroj] (Dagmar Součková, Michal Pavlíček)

17. Poušť[nedostupný zdroj] (Bára Basiková)

18. Nechci tě milovat[nedostupný zdroj] (Bára Basiková, Vojtěch Dyk)

19. Lásky se nezříkej[nedostupný zdroj] (Václav NOID Bárta)

20. Zavátá[nedostupný zdroj] (Bára Basiková)

21. Zlá lásko[nedostupný zdroj] (Miloslav König)

## Videa
- Desetiminutový sestřih z derniéry (Musical.cz)
- Dáma s kaméliemi: Jak se točí svět
- Videoreportáž z premiéry muzikálu Dáma s kaméliemi
- Videoreportáž ze zkoušek (iDnes.cz)
- Osudy hvězd: Viktorie Čermáková (portrét režisérky představení, včetně ukázek ze zkoušek Dámy s kaméliemi; autor: Česká televize)

## Dokumenty
- Tisková zpráva vydaná před premiérou[nedostupný zdroj] (PDF, 131 kB)